# Championnat de Yougoslavie de football 1948-1949
Navigation
Saison précédente Saison suivante
La saison 1948-1949 du Championnat de Yougoslavie de football était la vingtième édition du championnat de première division en Yougoslavie. Les dix meilleurs clubs du pays prennent part à la compétition et sont regroupés en une poule unique où ils affrontent deux fois leurs adversaires, à domicile et à l'extérieur. En fin de saison, les deux derniers du classement sont relégués et remplacés par les deux meilleures formations de D2.
C'est le club du Partizan Belgrade qui remporte la compétition, en terminant en tête du classement final du championnat, avec trois points d'avance sur l'Étoile rouge de Belgrade et quatre sur l'Hajduk Split. C'est le 2e titre de champion de Yougoslavie de l'histoire du club.
Le tenant du titre, le Dinamo Zagreb, prend la 4e place du classement, à 10 points du Partizan.

## Les clubs participants
| - Partizan Belgrade - Dinamo Zagreb - Étoile rouge de Belgrade - Hajduk Split - Metalac Belgrade | - Nasa Krila Zemun - Promu de D2 - Lokomotiva Zagreb - Buducnost Titograd - Promu de D2 - Sloga Novi Sad - Promu de D2 - Ponziana Trieste |

## Compétition

### Classement
Le classement est effectué en utilisant le barème classique (victoire à 2 points, match nul un point, défaite zéro point).
| Rang | Équipe                       | Pts | J  | G  | N | P  | Bp | Bc | Diff |
| ---- | ---------------------------- | --- | -- | -- | - | -- | -- | -- | ---- |
| 1    | Partizan Belgrade            | 29  | 18 | 14 | 1 | 3  | 39 | 14 | +25  |
| 2    | Étoile rouge de Belgrade (C) | 26  | 18 | 11 | 4 | 3  | 37 | 19 | +18  |
| 3    | Hajduk Split                 | 25  | 18 | 10 | 5 | 3  | 41 | 20 | +21  |
| 4    | Dinamo Zagreb (T)            | 19  | 18 | 7  | 5 | 6  | 29 | 25 | +4   |
| 5    | Naša Krila Zemun (P)         | 16  | 18 | 6  | 4 | 8  | 32 | 28 | +4   |
| 6    | Buducnost Titograd (P)       | 16  | 18 | 6  | 4 | 8  | 29 | 36 | -7   |
| 7    | Metalac Belgrade             | 14  | 18 | 5  | 4 | 9  | 31 | 34 | -3   |
| 8    | Lokomotiva Zagreb            | 13  | 18 | 6  | 1 | 11 | 23 | 38 | -15  |
| 9    | Sloga Novi Sad (P)           | 12  | 18 | 5  | 2 | 11 | 17 | 31 | -14  |
| 10   | Ponziana Trieste             | 10  | 18 | 3  | 4 | 11 | 12 | 45 | -33  |

|  | Champion de Yougoslavie 1948-1949                                                                 |
|  | Relégation directe en deuxième division                                                           |
|  | (T) : Tenant du titre (C) : Vainqueur de la Coupe de Yougoslavie (P) : Promu de deuxième division |

## Bilan de la saison
| Championnat de Yougoslavie de football 1948-1949                        |                              |
| Champion                                                                | Partizan Belgrade (2e titre) |
| Coupes et trophées                                                      |                              |
| Vainqueur de la Coupe de Yougoslavie 1948-1949                          | Étoile rouge de Belgrade     |
| Promotions et relégations                                               |                              |
| Promus en Prva Liga                                                     | FK Sarajevo                  |
| Promus en Prva Liga                                                     | Spartak Subotica             |
| Relégués en Championnat de Yougoslavie de football de deuxième division | Sloga Novi Sad               |
| Relégués en Championnat de Yougoslavie de football de deuxième division | Ponziana Trieste             |